# Une histoire d'amour (film, 2022)
Pour les articles homonymes, voir Une histoire d'amour.
 (mai 2023).
 (juin 2023).
Il peut être nécessaire de l'améliorer pour respecter le principe de neutralité de point de vue. Veuillez consulter la page de discussion pour plus de détails.

Pour plus de détails, voir Fiche technique et Distribution.
Une histoire d'amour est un film français réalisé par Alexis Michalik, sorti en 2022.
Il s'agit de l'adaptation de la pièce de théâtre homonyme mis en scène par le réalisateur, créée à La Scala, à Paris, en 2020. Le film reprend non seulement la même histoire, mais aussi le même casting que la pièce de théâtre initiale.

## Synopsis
Katia et Justine tombent amoureuses. Malgré la peur de l’engagement et le regard des autres, elles décident de faire un enfant, laissant le hasard décider de qui le portera. Mais alors que Katia tombe enceinte, Justine la quitte soudainement. 12 ans plus tard, Justine est retournée à une vie rangée et Katia, qui a gardé l’enfant, apprend qu’elle est condamnée. Contrainte de trouver en urgence un tuteur pour sa fille, elle se tourne vers sa seule option : son frère William, écrivain cynique et désabusé…

## Fiche technique
Sauf indication contraire, les informations mentionnées dans cette section peuvent être confirmées par la base de données cinématographiques Unifrance,  présente dans la section « Liens externes ».
- Titre original : Une histoire d'amour
- Réalisation : Alexis Michalik
- Scénario : Alexis Michalik, d'après sa pièce de théâtre homonyme
- Musique : Romain Trouillet
- Décors : Julie Wassef
- Costumes : Marion Rebmann
- Photographie : Marie Spencer
- Son : Marianne Roussy
- Montage : Julie Tribout
- Produit par : Benjamin Bellecour, Gaël Cabouat, Boris Mendza et Camille Torre
- Production déléguée : Jean-Marie Antonini
- Société de production : Acmé Films et Fulldawa Production
- Société de distribution : Le Pacte
- Pays de production :   France
- Langue originale : français
- Format : couleur — son Dolby Digital
- Genre : comédie dramatique
- Durée : 90 minutes
- Dates de sortie[2] :
  - France : 23 août 2022 (Festival du film francophone d'Angoulême) ; 12 avril 2023 (sortie nationale)

## Distribution
- Juliette Delacroix : Katia Markowitz
  - Manon Maindivide : Katia jeune
- Marie-Camille Soyer : Justine
- Alexis Michalik : William Markowitz
  - Julian Cavé : William jeune
- Léontine D'oncieu de La Batie : Jeanne
- Pauline Bression : Claire
- Régis Vallée : un ami de William
- Jacques Martial : Philippe, l'éditeur de William
- Daniel Njo Lobé : le médecin de Katia
- Jeanne Arènes : la juge enfant
- Aïda Asgharzadeh : une serveuse
- Manda Touré : une infirmière

## Production

### Développement
Après Edmond (2018), c’est la deuxième fois que Alexis Michalik adapte une de ses pièces au cinéma : Une histoire d'amour.
Juliette Delacroix, Marica Soyer, Pauline Bression et Léontine d’Oncieu, les actrices de la pièce, sont à nouveau de la partie dans le film. À l’initiative du projet avec ces associés Benjamin Bellecour et Camille Torre à travers Acmé Films, la société de production.

### Tournage
Le tournage du film démarre début mai 2021 et s'achève début juillet 2021, il a lieu notamment à Granville, au Mont-Saint-Michel et à Paris, l'équipe tourne avec les mesures de sécurité liées au Covid-19.

## Musique
Alexis Michalik a fait appel à Romain Trouillet pour concevoir la musique.